# Ilha do Mel
Ilha do Mel (z port. „Wyspa Miodu”) – wyspa na południowym wschodzie Brazylii, w stanie Parana. Jest chroniona jako park narodowy (Parque Estatal da Ilha do Mel).
Wyspa posiada cztery ważne miejsca turystyczne: na północy Fortaleza, w środku Nova Brasília i Farol das Conchas, a na południu wioskę Encantadas.

## Dane geograficzne
Znajduje się ok. 20 km od miasta Paranaguá. 
- Obszar: 27,62 km².
- Powierzchnia plaż: 55,05 ha.
- Powierzchnia stacji ekologicznej: 2.240,69 ha.
- Największe wzniesienie: 151 m.

## Nazwa
Istnieje kilka hipotez na temat pochodzenia nazwy wyspy:
- Przed II wojną światową wyspa była znana jako wyspa Almirante Mehl, który zajmował się pozyskiwaniem miodu
- Emerytowani marynarze zamieszkujący wyspę zajmowali się pozyskiwaniem miodu i jego eksportem.
- Słodka woda na wyspie zawiera ślady rtęci, i w kontakcie z wodą morską zabarwia się na żółto
- Indianie zamieszkujący niegdyś wyspę wytwarzali miód[1].

## Galeria

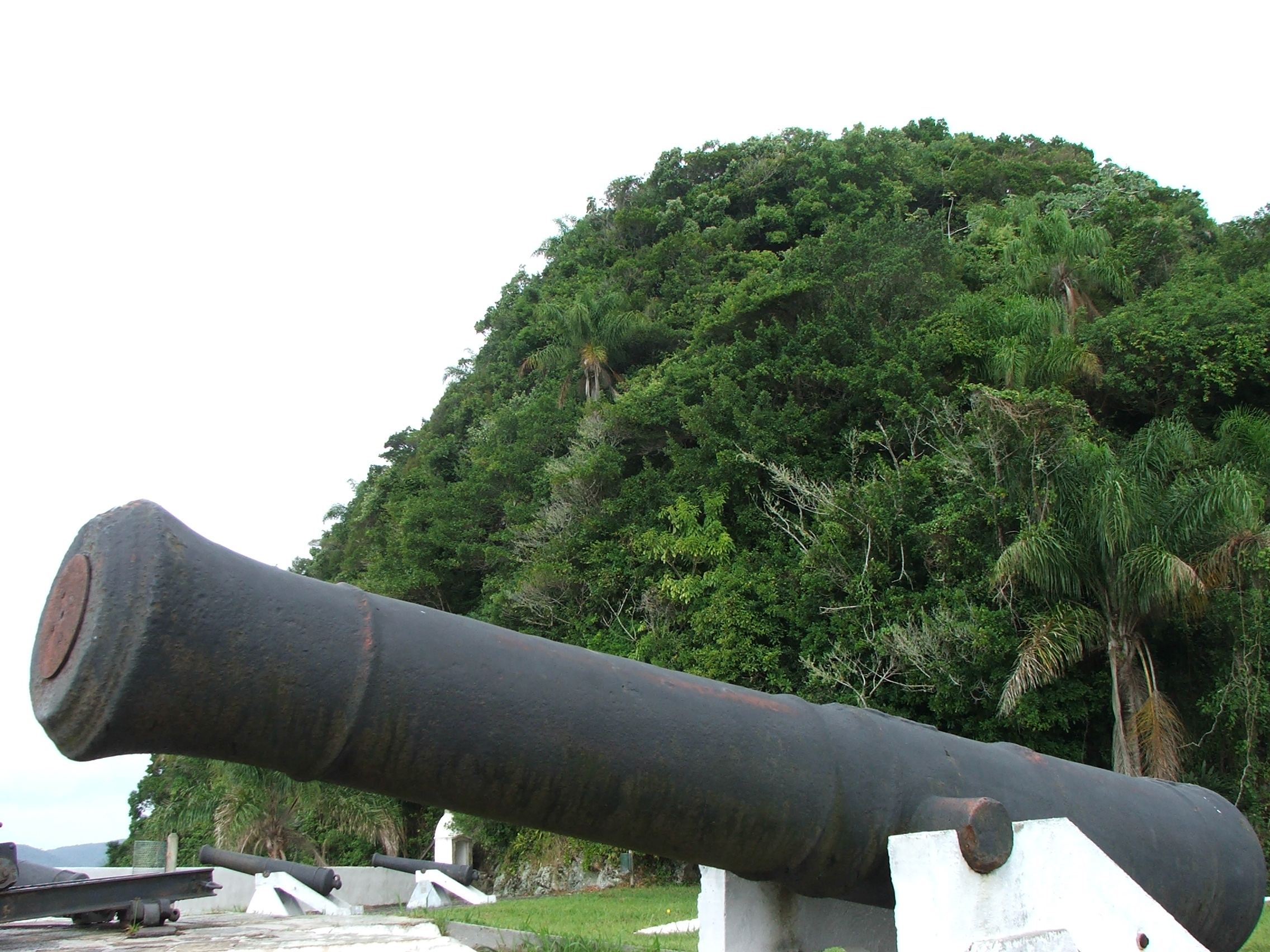
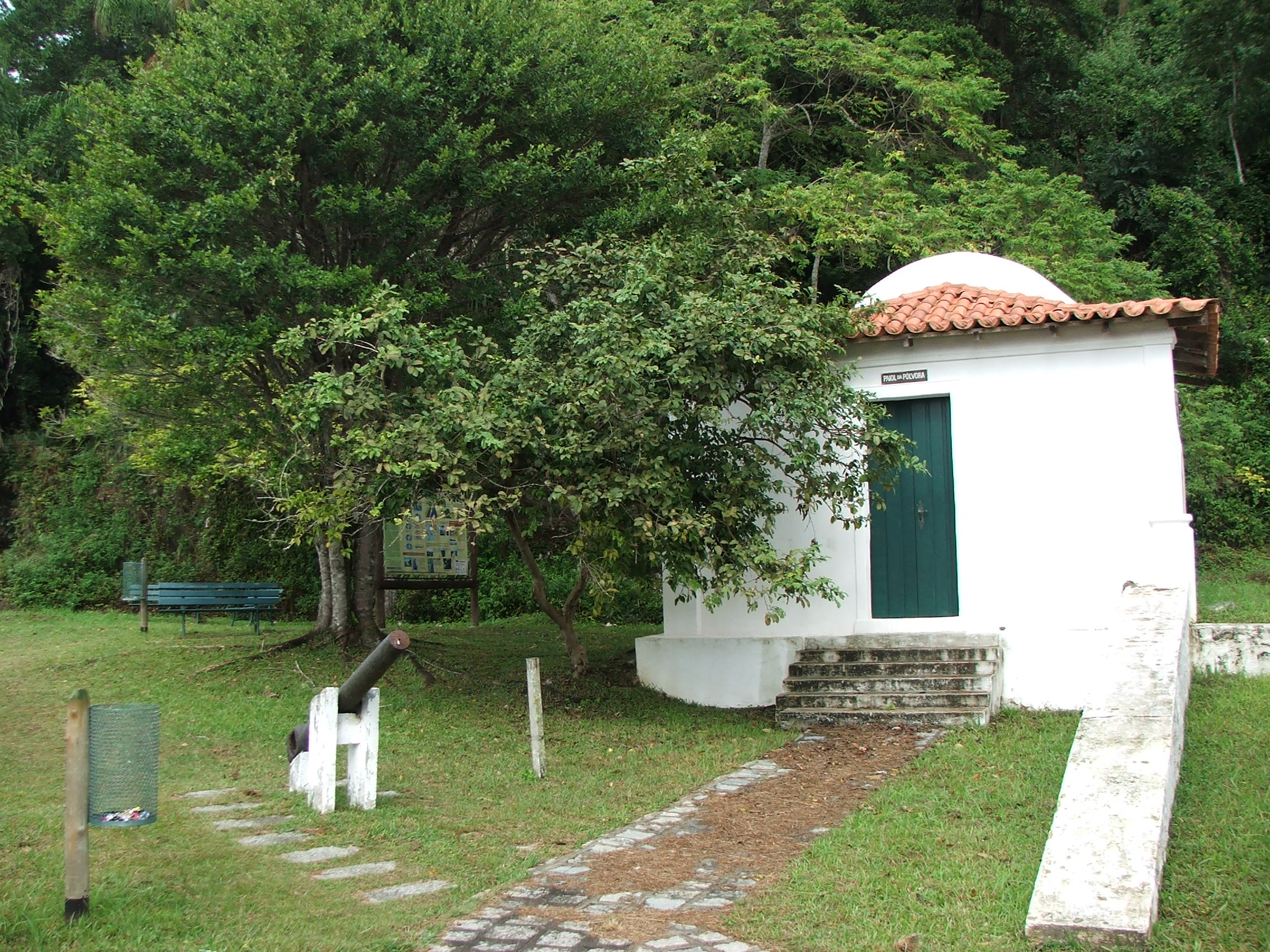
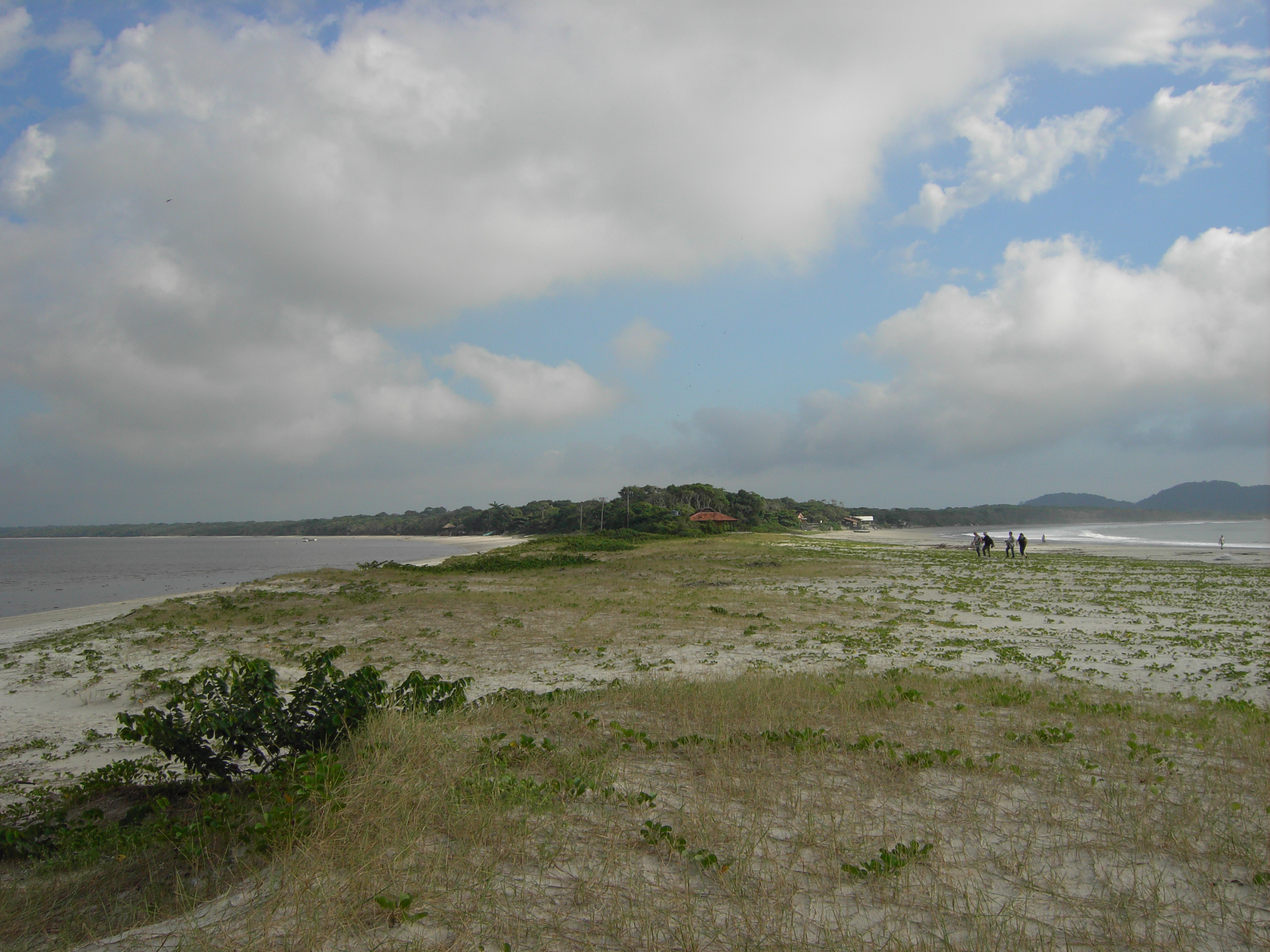
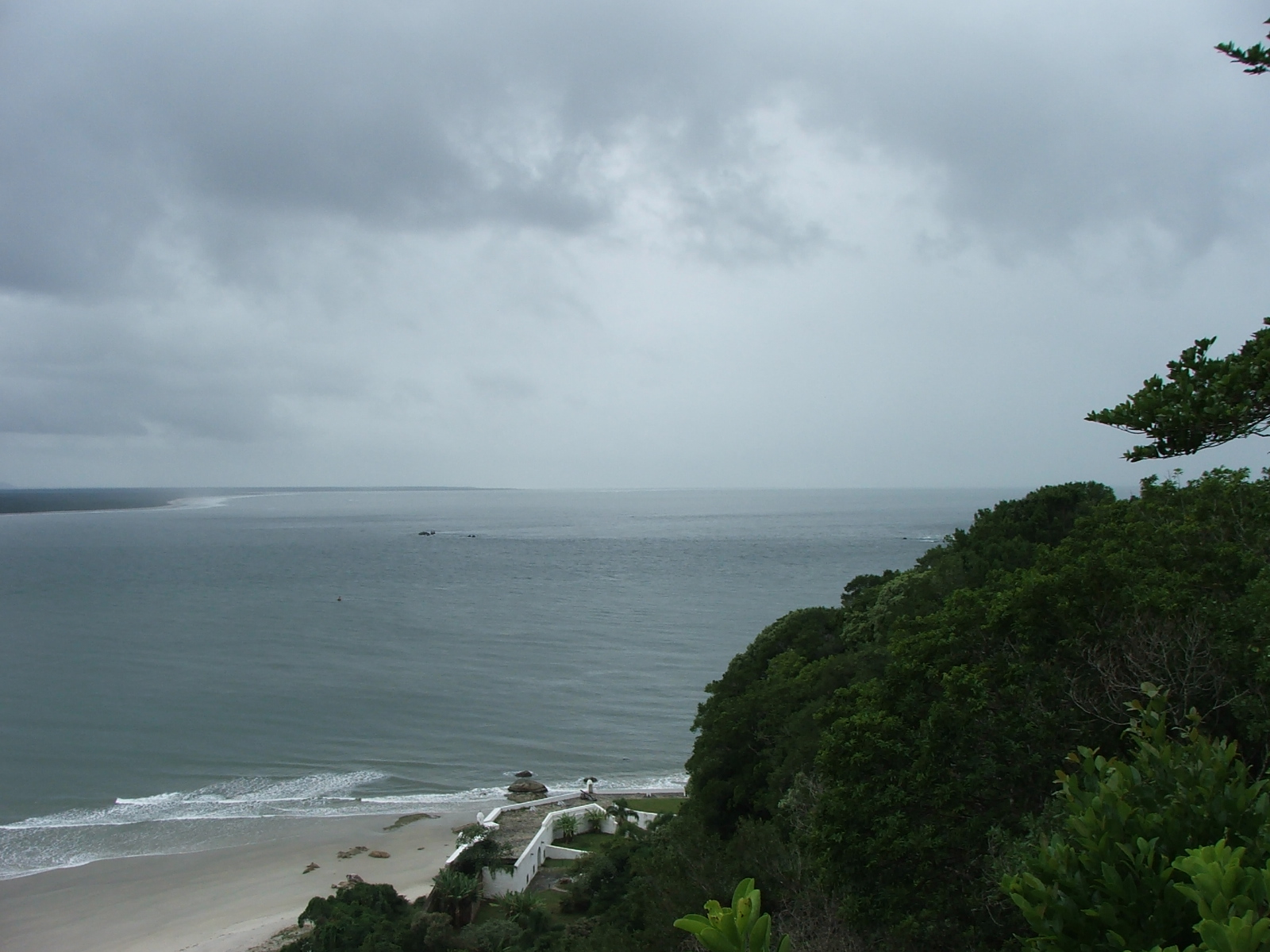
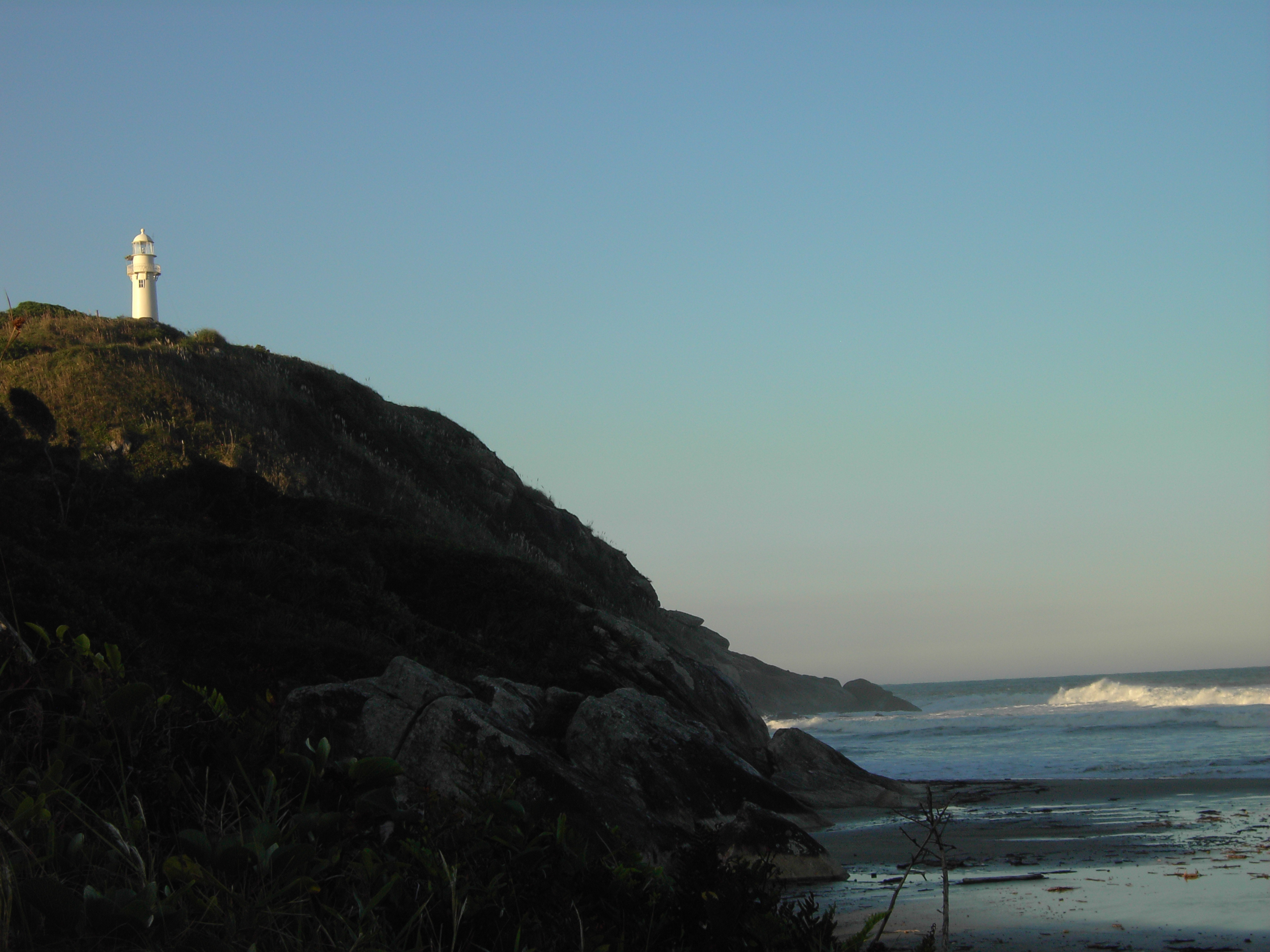
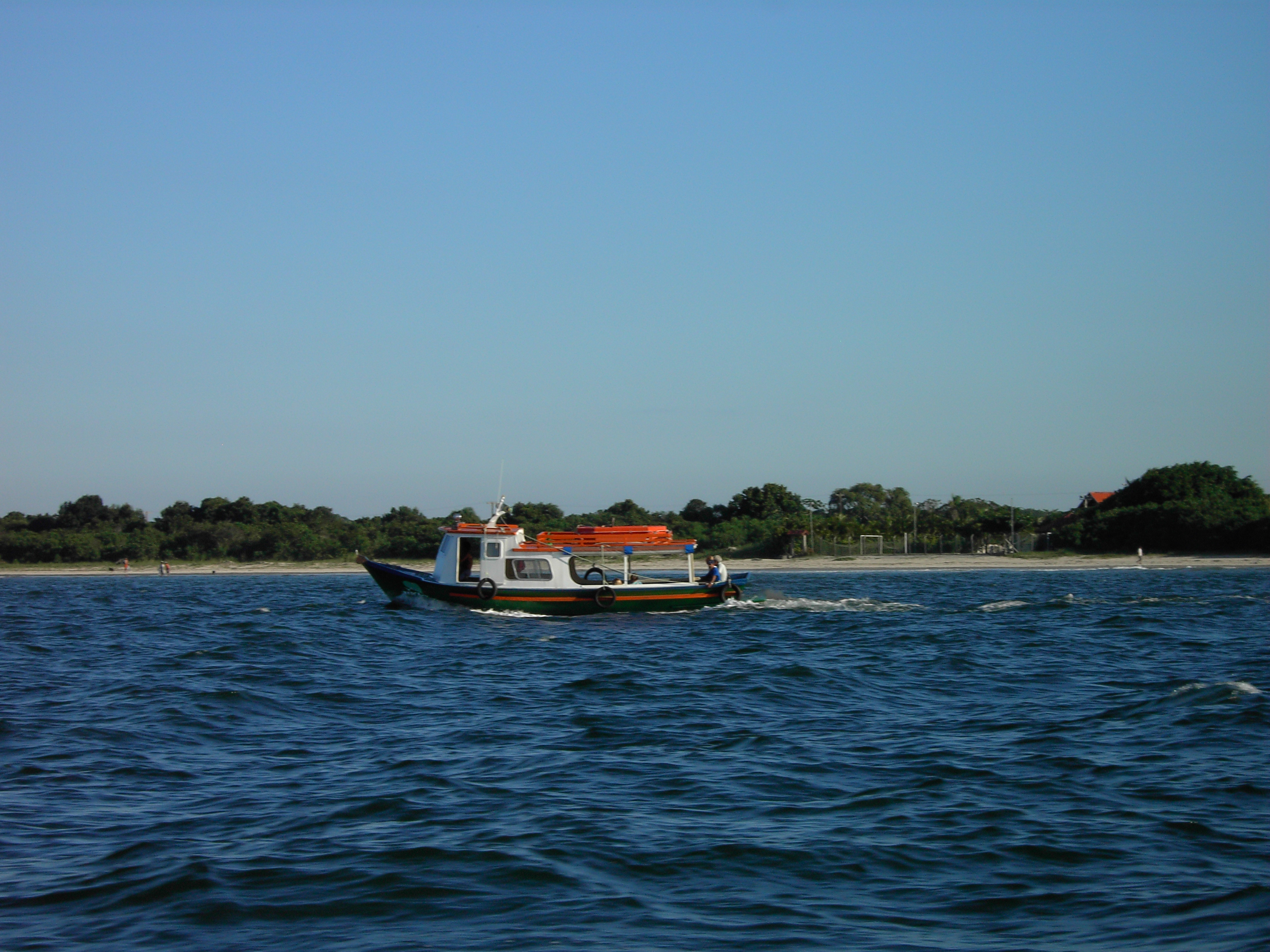
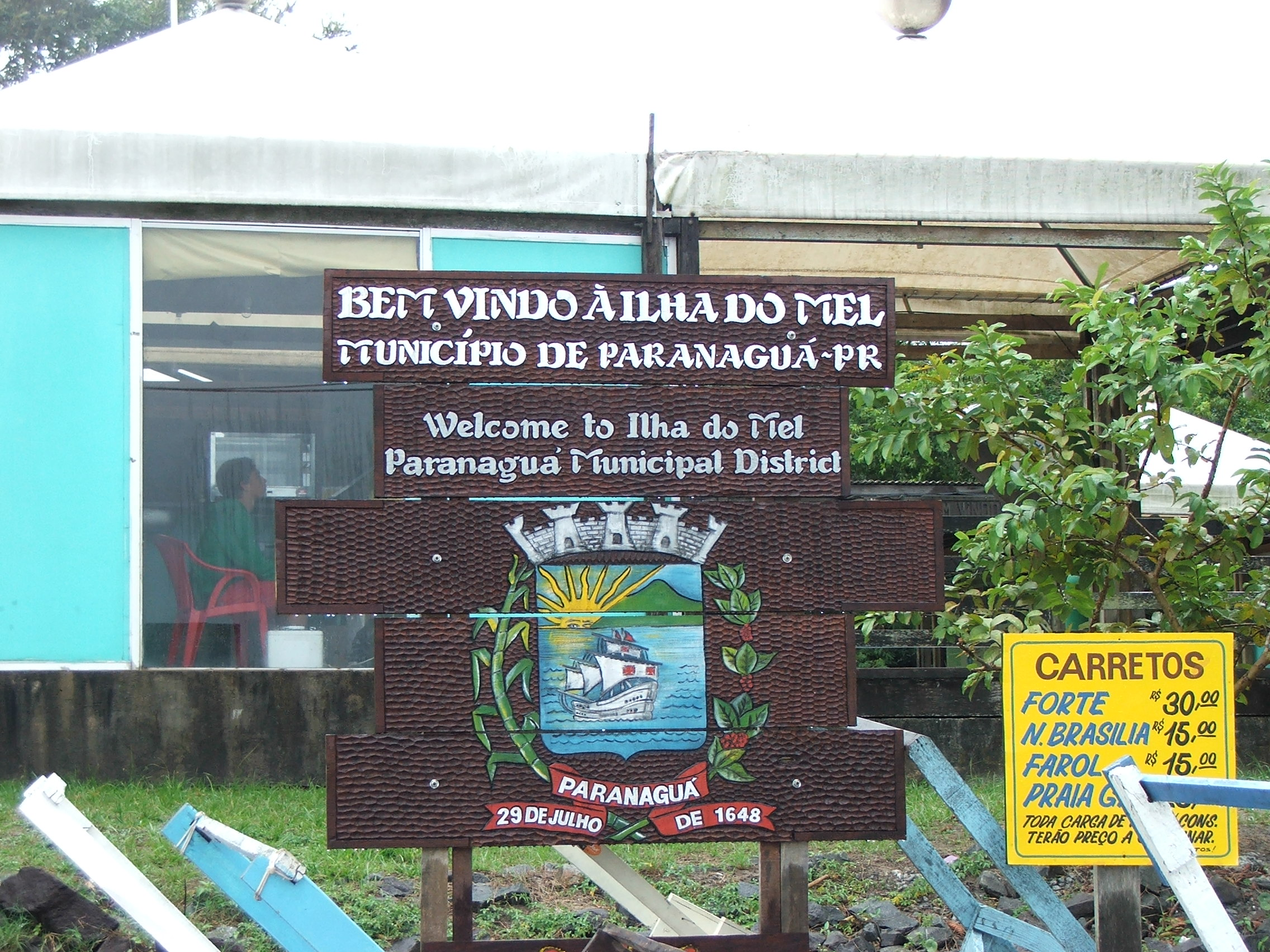
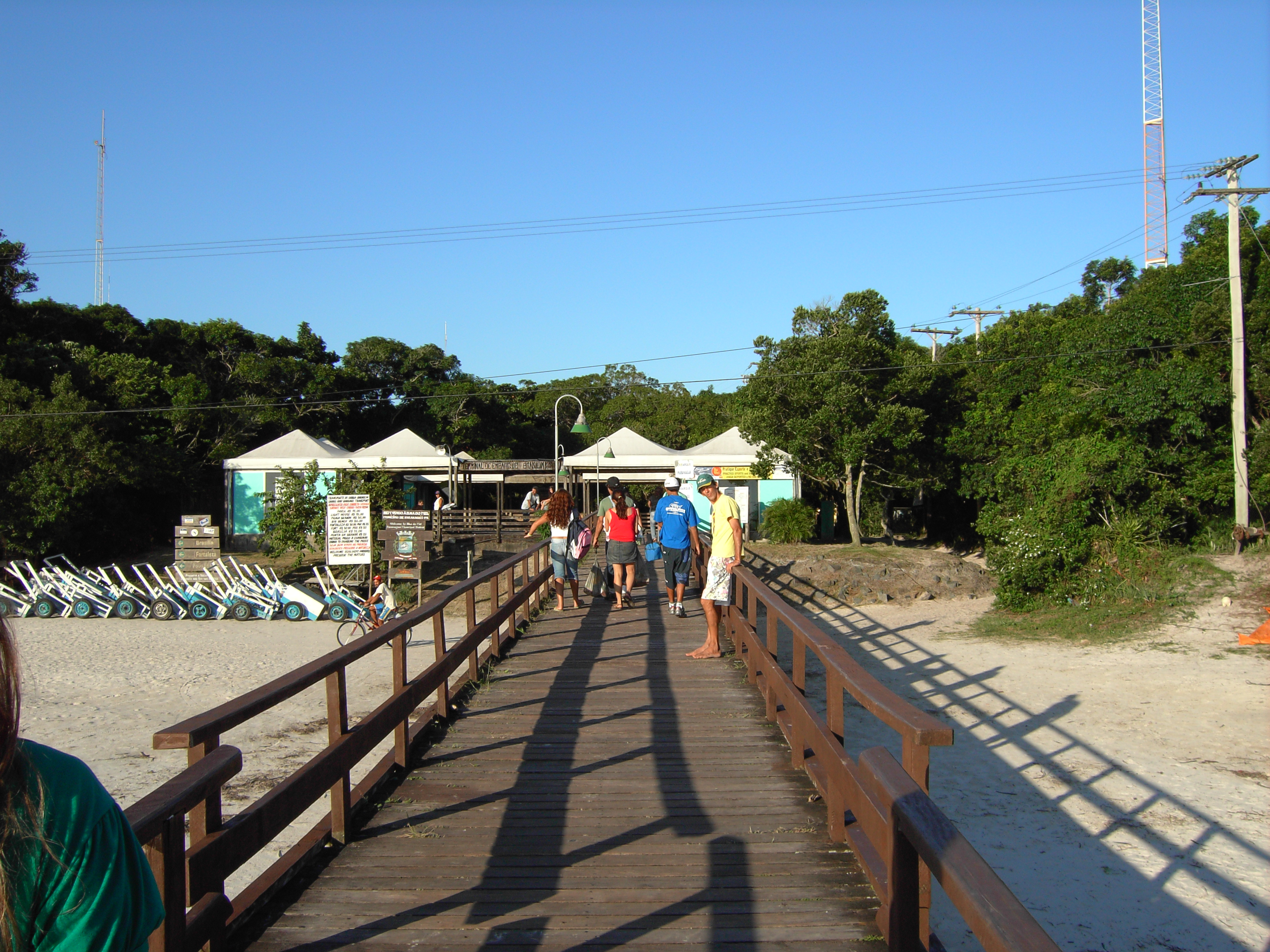